# Env (ген)

Схема будови віріону HIV. env ген кодує структурні протеїни gp41 та gp120, що утворюються після розрізання протопротеїну клітинною протеазою Furin.

Env — це вірусний ген, який кодує протеїни, що формують вірусну оболонку. Експресія цього гену дозволяє ретровірусам зв'язуватись до конкретних типів клітин і проникати крізь клітинні мембрани.
Аналіз структури і послідовності кількох  різних env генів вказує на те, що Env білки спочатку зв'язують рецептор на поверхні мембрани клітини-мішені, що викликає конформаційні зміни, які дозволяють зв'язування протеїну відповідального за злиття мембран. 
У той час як існують значні відмінності в послідовності env гена між ретровірусами, він завжди знаходиться після gag, pro і pol (5´-gag-pol-env-3´).